# Törökország vasúti közlekedése
A törökországi vasúti pályák a Török Államvasutak (Türkiye Devlet Demir Yolları – TCDD) kezelésében vannak. Az üzemelés alatt álló hossz jelenleg 12 008 kilométer (2012), ami az ország nagyságához képest európai mértékkel mérve viszonylag ritka hálózatot alkot. A normál nyomtávú pályák elmúlt évekbeli nagyszabású villamosításának köszönhetően mára a felsővezetékkel ellátott szakaszok hossza 3216 km.
A vasúti közlekedést az országban kizárólag a Török Államvasutak bonyolítja le, a személy- és teherszállítást egyaránt. A személyszállítás éves forgalma 81 millió utas, míg a teherforgalom a hálózaton nagyjából 21 millió tonna. Az utasforgalom kétharmadát az isztambuli és ankarai elővárosi közlekedés teszi ki.
Az ország helyzetének köszönhetően a nemzetközi vonatok száma alacsony, közvetlen kapcsolata van Isztambulnak az európai oldalon Belgráddal, Bukaresttel, Szófiával, és Szalonikivel, az ázsiai oldalon Teheránnal, Tebrizzel és Damaszkusszal. A korábban működő bagdadi járat az iraki bizonytalan állapotok miatt nem közlekedik.
Törökországban van az ázsiai kontinens legnyugatibb vasúti állomása: az İzmir agglomerációjához tartozó Ulukent község elővárosi vasúti megállója.

## Fejlesztések
A vasúti közlekedés talán a leginkább fejlődő közlekedési ág ma Törökországban. Több, európai szemmel is óriási beruházás van folyamatban a továbbra is meglevő villamosítási, pályarekonstrukciós munkák mellett.
A Marmaray alagutat a Boszporusz alatt 2004-ben kezdték el építeni, szerepe elsősorban az eddig két, különálló hálózatból álló török vasúti pályák összekapcsolása, valamint Isztambul belső közlekedésének javítása. Létrejöttével a Közel-Kelet vasúthálózatai közvetlen kapcsolatot nyernek, lehetőség lesz a folyamatos szállításra, kikerülve a jelentős időveszteséget okozó isztambuli vasúti kompokat.

## Nagysebességű vasút
A Török Államvasutak, (TCDD), az Isztambul–Ankara között épülő nagysebességű vasútvonal első szakaszán 2007-ben megkezdte a próbákat a Trenitáliától bérelt ETR 500 sorozatú motorvonatokkal. A jelenlegi nagysebességű hálózat hossza 447 km.

## Városi kötöttpályás közlekedés
A nagyvasúti közlekedésen túl, a hagyományos városi kötöttpályás közlekedési eszközök, a metró, és villamoshálózatok kiépítése is előtérbe került. A városok lélekszámához viszonyítva a városi kötöttpályás közlekedés hosszát, a török nagyvárosok európai szinten igen alacsony értéket mutatnak fel, 250-300 ezer főre jut egy km városi kötöttpályás hálózat.

### Metró
Törökországban jelenleg két valódi metró üzemel, egy-egy vonallal, az 1991 óta üzemelő isztambuli, és az 1997 óta működő ankarai. Mindkét városban további vonalak és szakaszok állnak építés, és kivitelezés alatt.
A hagyományos metrón túl mindkét nagyvárosban, illetve İzmirben, és Bursaban is kiépült egy, a közúti forgalomtól elválasztott, részben föld alatt futó kisebb kapacitású, villamos-jellegű járművekkel lebonyolított rendszer, melyhez hasonló jelenleg is épül Adanaban.

### Villamos

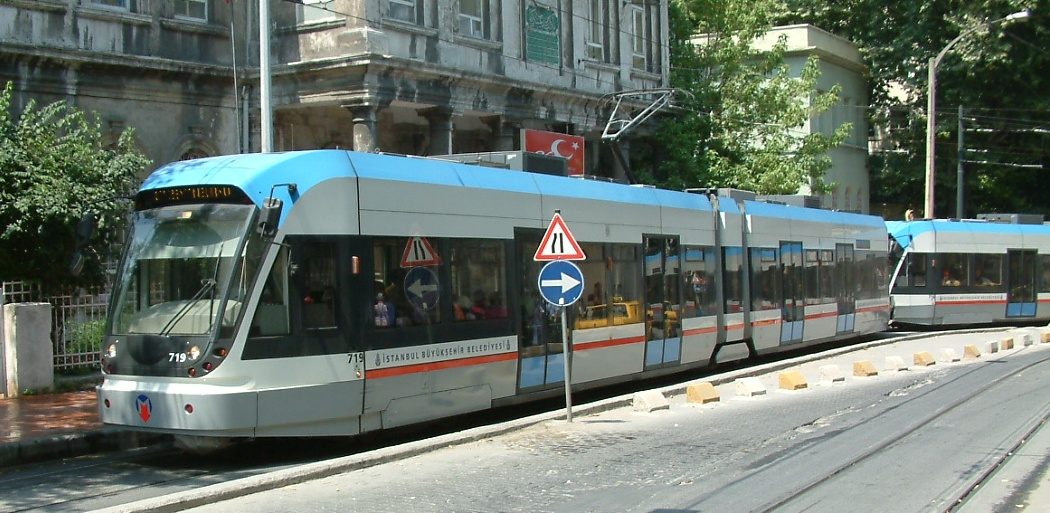
Villamosok Isztambulban

Törökországban az elmúlt 30 évben villamosközlekedés nem létezett. A folyamatosan jelentkező városi közlekedési problémák következményeként ma több városban is fut villamos, és más települések elképzelései között is szerepel hasonló üzemek építése. Az első két város, ahol a villamos közlekedés megvalósult, Isztambul, és Eskişehir volt, mindkét helyen alacsony padlós, modern járművek bonyolítják le a forgalmat. A villamosok egyúttal városépítészeti hatásokat is kifejtettek. A modern villamosokon túl a régebbiek is megjelentek: Konyaban, és Antalya hagyományos, használt német származású villamosok bonyolítják le a forgalmat, alapját képezve egy később kiépülő modern hálózatnak, míg Isztambulban nosztalgiavillamos jelleggel közlekednek régi járművek.
A következő város, ahol új villamosvonalat avatnak, várhatóan Kayseri lesz, ahol folyamatban van egy új, modern, forgalomtól részben elválasztott közúti vasút létesítése

## Járművek

### Mozdonyok
| Sorozat | Kép | Darabszám   | Gyártás éve | Üzembe helyezés | Típus             | Teljesítmény      | Gyártó                             | Megjegyzés                                                                                 |
| ------- | --- | ----------- | ----------- | --------------- | ----------------- | ----------------- | ---------------------------------- | ------------------------------------------------------------------------------------------ |
| DE18000 |     | 18001-18005 | 1970        | 1970            | Dízel-villamos    | 1800 LE (1320 kW) | SMTE                               |                                                                                            |
| DE24000 |     | 24001-24418 | 1970-84     | 1970-84         | Dízel-villamos    | 2360 LE (1760 kW) | TÜLOMSAŞ (SMTE)                    | A TCDD teljes dízelesítéséhez szerezték be.                                                |
| DE18100 |     | 18101-18120 | 1978        | 1978            | Dízel-villamos    | 1800 LE (1320 kW) | SMTE                               | Ordered for use in District 3.                                                             |
| DE11000 |     | 11001-11085 | 1985        | 1985            | Dízel-villamos    | 1065 LE (780 kW)  | Krauss-Maffei, TÜLOMSAŞ            | Az első 20 db-ot a Krauss-Maffei, a többit 60-at a TÜLOMSAŞ gyártotta.                     |
| DE22000 |     | 22001-22086 | 1985-89     | 1985-89         | Dízel-villamos    | 2200 LE (1620 kW) | TÜLOMSAŞ (Electro-Motive Division) |                                                                                            |
| E43000  |     | 43001-43045 | 1987        | 1987            | Villamos          | 4260 LE (3180 kW) | TÜLOMSAŞ (Toshiba)                 |                                                                                            |
| DH7000  |     | 7001-7020   | 1994        | 1994            | Dízel-hidraulikus | 710 LE (522 kW)   | TÜLOMSAŞ                           |                                                                                            |
| E52500  |     | 52501-52520 | 1967        | 1998-2005       | Villamos          | 5180 LE (3860 kW) | Končar (ASEA)                      | Eredetileg 1967-ben épült class 441-ként, majd 1998-ban vette meg és építette újjá a TCDD. |
| DH9500  |     | 9501-9526   | 1999        | 1999            | Dízel-hidraulikus | 950 LE (700 kW)   | TÜLOMSAŞ                           |                                                                                            |
| DE33000 |     | 33001-33089 | 2003-04     | 2003-04         | Dízel-villamos    | 3300 LE (2463 kW) | TÜLOMSAŞ (Electro-Motive Diesel)   | A DE22000-en alapul                                                                        |
| E50000  |     | ????-????   | 2013-       | 2014-           | Villamos          | ????              | Hyundai Rotem, TÜLOMSAŞ            | Bemutatópéldány.                                                                           |

### Motorvonatok
| Modell                | Kép | Darabszám   | Gyártás éve | Típus | Teljesítmény | Gyártó                    | Megjegyzés                               |
| --------------------- | --- | ----------- | ----------- | ----- | ------------ | ------------------------- | ---------------------------------------- |
| MT5500                |     | 5501-5511   | 1968        | DMU   | 810 kW       | Fiat                      |                                          |
| E14000                |     | 14001-14075 | 1979        | EMU   | 520 kW       | TÜVASAŞ (Groupement 50Hz) |                                          |
| DM15000               |     | 15001-15012 | 2008        | DMU   | 650 kW       | EUROTEM                   |                                          |
| HT65000               |     | 65001-65012 | 2009-       | EMU   | 4800 kW      | CAF                       | A TCDD nagysebességű vasúti szerelvényei |
| E22000                |     | 22001-22033 | 2009-       | EMU   |              | CAF                       | Az İZBAN elővárosi vasút használja       |
| E23000                |     | 23001-23033 | 2009-       | EMU   |              | EUROTEM                   |                                          |
| MT30000               |     | 30001-30012 | 2011-       | DMU   | 650 kW       | TÜVASAŞ (Hyundai Rotem)   |                                          |
| Marmaray motorvonatok |     | ????-????   | 2011-       | EMU   |              | EUROTEM                   | A Marmaray projectnél fogják használni   |

### Személykocsik
| Sorozat          | Kép | Gyártás éve | Típus                                                          | Gyártó  |
| ---------------- | --- | ----------- | -------------------------------------------------------------- | ------- |
| InterCity kocsi  |     | 1980-90     | személykocsi, Couchette, étkezőkocsi, Generátor kocsi          | TÜVASAŞ |
| Regionális kocsi |     | 1972        | személykocsi                                                   | TÜVASAŞ |
| MT5600           |     | 1990        | személykocsi                                                   | TÜVASAŞ |
| TVS2000          |     | 1992        | személykocsi, étkezőkocsi, Couchette, Sleeper, Generátor kocsi | TÜVASAŞ |
| MT5700           |     | 1993        | személykocsi                                                   | Fiat    |

## Vasúti kapcsolata más országokkal
- Grúzia - építés alatt[4]
- Örményország - zárva, eltérő nyomtáv: 1435 mm / 1520 mm
- Bulgária - van - 1435 mm
- Görögország - van - 1435 mm
- Irán - a Van-tavon keresztül vasúti komppal - azonos nyomtáv
- Irak - nincs közvetlen kapcsolat, csak Szírián keresztül
- Szíria - van - 1435 mm